# Liste der brasilianischen Botschafter in Haiti
Die Botschaft befindet sich in der dritten Etage des Immeuble Hexagone, an der Kreuzung der Straßen Clerveaux und Darguin in Pétionville
| Ernannt       | Name                               | Bemerkungen | ernannt während der Regierung von    | akkreditiert während der Regierung von | Posten verlassen |
| ------------- | ---------------------------------- | --- | ------------------------------------ | -------------------------------------- | ---------------- |
| 7. Juli 1950  | Osório Hermogêneo Dutra            | | Eurico Gaspar Dutra                  | Franck Lavaud                          | 6. Juni 1951     |
| 1951          | Luiz Garrido Cavadas               | Geschäftsträger | Getúlio Vargas                       | Paul Eugène Magloire                   | 1952             |
| 4. Apr. 1952  | Manuel Vicente Cantuária Guimáräes | | Getúlio Vargas                       | Paul Eugène Magloire                   | 21. Jan. 1954    |
| 1954          | Nieto Medeiros Batista Martina     | Geschäftsträger | João Café Filho                      | Paul Eugène Magloire                   |                  |
| 1954          | Mário Wright de Miranda Pacheco    | Geschäftsträger | João Café Filho                      | Paul Eugène Magloire                   |                  |
| 2. Juli 1954  | Nemésio Dutra                      | | João Café Filho                      | Paul Eugène Magloire                   | 1. Apr. 1955     |
| 1955          | Mário Wright de Miranda Pacheco    | Geschäftsträger | Nereu Ramos                          | Paul Eugène Magloire                   |                  |
| 1955          | José Maria Bello Filho             | Geschäftsträger | Nereu Ramos                          | Paul Eugène Magloire                   | 1956             |
| 4. Dez. 1956  | Traano Medeiros do Paço            | | Juscelino Kubitschek                 | Paul Eugène Magloire                   | 3. Jan. 1959     |
| 1959          | Frederico de Chermont Lisboa       | Geschäftsträger | Juscelino Kubitschek                 | François Duvalier                      |                  |
| 1959          | Wilson Sidney Lobato               | Geschäftsträger | Juscelino Kubitschek                 | François Duvalier                      | 1960             |
| 7. Apr. 1960  | Jayme Sloan Chermon                | | Juscelino Kubitschek                 | François Duvalier                      | 10. Sep. 1960    |
| 1960          | Ayrton Diniz                       | Geschäftsträger | Juscelino Kubitschek                 | François Duvalier                      | 16. Feb. 1962    |
| 16. Feb. 1962 | Nelson Tabajara de Oliveira        | | João Goulart                         | François Duvalier                      | 18. Nov. 1964    |
| 1964          | Amaury Bier                        | Geschäftsträger | João Goulart                         | François Duvalier                      | 1965             |
| 22. Nov. 1965 | Roberto Jorge dos Guimarães Bastos | | Humberto Castelo Branco              | François Duvalier                      | 21. Juni 1966    |
| 1966          | João Augusto de Médicis            | Geschäftsträger | Humberto Castelo Branco              | François Duvalier                      | 1967             |
| 1967          | Sérgio Seabra de Noronha           | Geschäftsträger | Artur da Costa e Silva               | François Duvalier                      |                  |
| 1967          | Alfredo Rainho da Silva Neves      | Geschäftsträger | Artur da Costa e Silva               | François Duvalier                      |                  |
| 1967          | Sérgio Ortega de Noronha           | Geschäftsträger | Artur da Costa e Silva               | François Duvalier                      |                  |
| 1967          | Celso Ribeiro da Silva Messidor    | Geschäftsträger | Artur da Costa e Silva               | François Duvalier                      |                  |
| 1967          | Helena Ribeiro da Silva Messidor   | Geschäftsträger | Artur da Costa e Silva               | François Duvalier                      |                  |
| 1967          | Sérgio Seabra de Noronha           | Geschäftsträger | Artur da Costa e Silva               | François Duvalier                      | 1968             |
| 12. Jan. 1968 | Galba Samuel dos Santos            | | Artur da Costa e Silva               | François Duvalier                      | 10. Okt. 1968    |
| 1968          | Édipo Santos Maia                  | Geschäftsträger | Artur da Costa e Silva               | François Duvalier                      | 1969             |
| 19. Mai 1969  | Armindo Branco Mendes Cadaxa       | | Emílio Garrastazu Médici             | François Duvalier                      | 8. Juli 1971     |
| 9. Sep. 1971  | Antônio Mendes Vianna              | | Emílio Garrastazu Médici             | Jean-Claude Duvalier                   | 20. Apr. 1973    |
| 1984          | Paulo Frassinetti Pinto            | | João Baptista de Oliveira Figueiredo | Jean-Claude Duvalier                   |                  |
| 10. Juni 1987 | Aloísio Gomide                     | | José Sarney                          | Henri Namphy                           |                  |
| 12. Sep. 1995 | Antônio Ferreira da Rocha          | | Fernando Henrique Cardoso            | Jean-Bertrand Aristide                 | 1999             |
| 18. Okt. 2000 | Armando Vitor Boisson Cardoso      | [ 1 ] | Fernando Henrique Cardoso            | René Préval                            |                  |
| 19. Apr. 2005 | Paulo Cordeiro de Andrade Pinto    | [ 2 ] | Luiz Inácio Lula da Silva            | Boniface Alexandre                     |                  |
| 5. Dez. 2007  | Igor Kipman                        | (* 1951 in Curitiba; † 3. Mai 2022 ebenda); wurde im Jahr 2011 Botschafter seines Landes in der Schweiz                                                                                   | Luiz Inácio Lula da Silva            | René Préval                            | 2011             |
| 9. Nov. 2011  | José Luiz Machado e Costa          | (* 31. Januar 1952 in Porto Alegre) Sohn von Clóris Machado e Costa und Manuel Antonio da Costa                                                                                           | Dilma Rousseff                       | Michel Martelly                        |                  |
| 19. März 2015 | Fernando de Mello Vidal            | (* 15. Juni 1959 in Genf) 2006–2008: dem Generalkonsul in Beirut attachiert, 2009: Geschäftsträger in Libreville, 2010–2012: Generalkonsul in Cochabamba, 2013: Geschäftsträger in La Paz | Dilma Rousseff                       | Michel Martelly                        |                  |